# USS Nevada (BB-36)
Cet article concerne le cuirassé de la Première et Seconde Guerre mondiale. Pour les autres navires du même nom, voir USS Nevada. Pour les homonymes, voir Nevada (homonymie).
L'USS Nevada (BB-36) était un cuirassé de la marine américaine, second navire à être nommé d'après le 36e État américain. Il fut le premier des deux navires de la classe Nevada, le second étant l'USS Oklahoma (BB-37). Lancé en 1914, le Nevada marquait un bond en avant dans la technologie des dreadnoughts. Quatre de ses nouvelles fonctionnalités seront intégrées ultérieurement sur presque tous les cuirassés américains : des tourelles à trois canons, des turbines à engrenage permettant d'accroître le rayon d'action, le mazout à la place du charbon pour la propulsion, et le principe de blindage « tout ou rien ». Ces caractéristiques firent de l'USS Nevada le premier « super-dreadnought » de l’US Navy.
Il servit durant les deux guerres mondiales : dans les derniers mois de la Première, le Nevada fut basé dans la baie de Bantry en Irlande pour protéger les convois d'approvisionnement entre les États-Unis et la Grande-Bretagne. Durant la Seconde Guerre mondiale, il fut sérieusement endommagé lors de l'attaque japonaise contre Pearl Harbor bien qu'il fût le seul cuirassé ayant réussi à quitter son mouillage. Réparé et modernisé, il soutiendra la reprise de l'île d'Attu dans les Aléoutiennes en mai 1943 puis escortera des convois alliés en Atlantique Nord. Il servira ensuite de bâtiment d'appui feu lors du débarquement de Normandie et de celui de Provence puis dans le Pacifique à ceux sur Iwo Jima et Okinawa.
À la fin de la guerre, jugé trop vieux pour rester en service actif, il servit de cible lors des essais nucléaires sur l'atoll de Bikini en juillet 1946 (opération Crossroads). Il subit ainsi deux explosions nucléaires. Bien que gravement endommagé et irradié, il resta à flot. Il fut désarmé le 29 août 1946 et coula lors d'un exercice de tir le 31 juillet 1948.

## Pearl Harbor

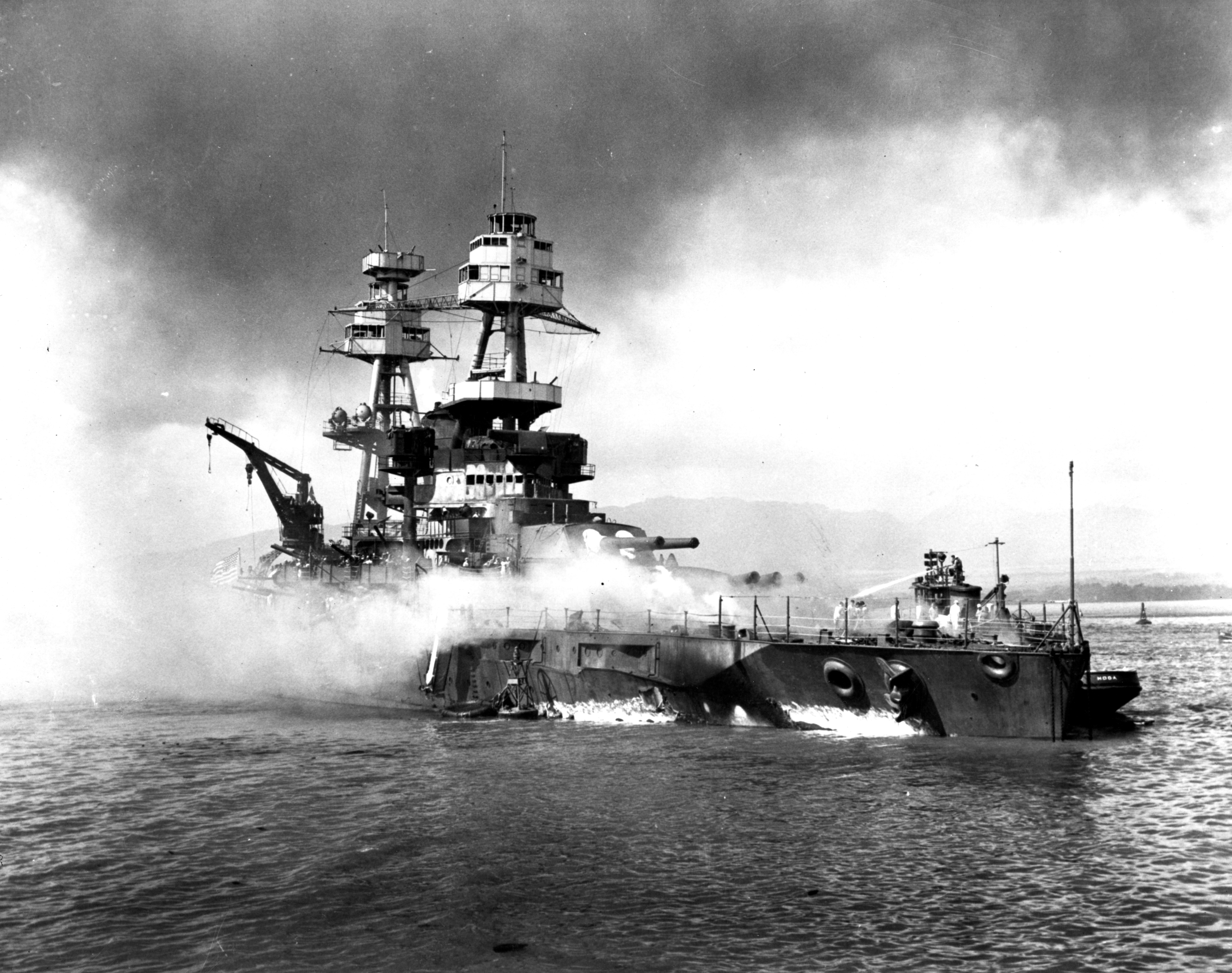
L'USS Nevada en feu après l'attaque de Pearl Harbor

Le cuirassé Nevada se trouvait dans l'allée des cuirassés à Pearl Harbor lors de l'attaque japonaise du 7 décembre 1941.  Ce matin là, alors que la musique se prépare pour la cérémonie des couleurs, deux avions Nakajima tirent à la mitrailleuse sur le pont du navire mais ne touchent personne. Très vite, le branle-bas de combat est sonné et les mitrailleuses sont mises en position de combat. De leur côté les canons de 127 mm doivent attendre 10 minutes avant d'être parés à tirer. Un Nakajima lance alors une torpille. Les mitrailleurs réussissent alors à le détruire mais la torpille touche l'avant sous la ligne de flottaison, créant une brèche d'1,20 m sur 0,90 m. Très vite, le bâtiment donne de la bande sur bâbord. Mais rien de vital n'est touché et les cloisons étanches préviennent les entrées d'eau. Néanmoins, la soute à munitions de la tourelle 1 n'a pas été noyée et se retrouve menacée par les flammes. Le maître Etcell réussit, après un long périple, à ouvrir le système de vannes manuellement. En l'absence du commandant titulaire et de son second, tous deux à terre, le capitaine de corvette Francis Thomas prend alors le commandement du bâtiment.
Il donne alors l'ordre de pousser les feux pour appareiller. Pour permettre cet appareillage, la DCA donne son maximum en abattant un avion torpilleur mais le Nevada est touché par deux bombes larguées par des Aïchi. Cependant, 45 minutes plus tard, le cuirassé réussit à appareiller avec l'aide du maître timonier Hill qui saute à terre pour couper les aussières et réussit ensuite à remonter à bord. Le cuirassé commence à faire route. Devant ce geste de bravoure, l'ensemble des marins alentour acclament le Nevada et reprennent espoir. Le cuirassé va devenir la cible des avions japonais qui se détournent de leurs cibles initiales pour l'attaquer. Celui-ci est très vite encadré de bombes dont certaines explosent sur le navire et provoquent des incendies. Malgré les canons de DCA du navire, les avions japonais sont trop nombreux et leur but apparaît très clair, couler le Nevada au milieu du chenal et bloquer celui-ci, empêchant ainsi toute tentative d'évasion d'autres navires. Avançant à 5 nœuds, le cuirassé est entouré de fumée et le pont du bâtiment est jonché de morts et de blessés. Il est touché par une bombe de 800 kilos. Les projectiles explosant dans l'eau soulèvent le navire et celui-ci reçoit une bombe sur les superstructures tribord, déclenchant un incendie.
Le Nevada est alors bien engagé dans le chenal qui est cependant bloqué par la drague Turbine qui y travaillait, reliée à la berge par un pipeline. La drague n'ayant pas eu le temps de se dégager, le Nevada est obligé de la frôler pour se frayer un passage. Le cuirassé est alors à quelques centaines de mètres du large. Cependant, les multiples explosions ont ouvert des voies d'eau et le bâtiment commence à s'enfoncer et à prendre de la bande. À ce moment, le PC de l'amiral Bloch a compris que le cuirassé pourrait, s'il coulait, boucher le chenal. Il est donc ordonné au lieutenant commander Francis Thomas de dégager le chenal. Le maître timonier Hill, obéissant aux ordres de Thomas, dirige le navire vers le rivage en face de l'hôpital en prévision d'un échouage. À ce moment, trois bombes explosent sur la proue tuant le maître Hill. Le cuirassé est alors en fâcheuse posture et l'amiral Furlong ordonne à deux remorqueurs de faire échouer le cuirassé à proximité de l'hôpital ce qu'ils réussissent. Au moins 5 bombes ont touché le navire qui est la proie d'un violent incendie, lequel sera finalement éteint par les lances des remorqueurs. Finalement, sur 1 484 hommes d'équipage, 50 sont morts et 109 sont blessés.
À 17 h, l'eau commence à affleurer le pont et l'équipage reçoit l'ordre d'évacuer. Le capitaine de vaisseau Scanland, commandant du cuirassé, arrive enfin alors qu'il était bloqué dans des embouteillages. Très ému, il récupérera dans sa chambre le sabre qu'il avait reçu de ses parents à la sortie de l'Académie navale d'Annapolis. Il donne alors l'ordre aux quelques fusiliers marins restés sur le pont de préparer mitrailleuses et canons pour résister à un hypothétique débarquement.

## Attu et convois dans l'Atlantique
Le Nevada est renfloué le 12 février 1942 et subit des réparations temporaires à Pearl Harbor de manière à pouvoir gagner le chantier naval du Puget Sound près de Seattle pour une grande réparation et modernisation. Celles-ci sont achevées en octobre 1942 et elles changent l'apparence du vieux cuirassé, le faisant ressembler à la classe des cuirassés South Dakota. Ses anciens canons de 5"/51 et 5"/25 sont ainsi remplacés par des doubles canons de calibre 5"/38. Le Nevada part alors pour l'Alaska, où il apporte un soutien du 11 au 18 mai 1943 pour la reprise de l'île d'Attu
Il part pour le chantier naval de Norfolk en juin 1943 pour d'autres modernisations. Il est ensuite affecté à l'accompagnement et la protection des convois en Atlantique. De vieux cuirassés comme le Nevada étaient affectés à des convois au cas où un navire de guerre allemand de fort tonnage ferait un raid dans l'Atlantique.

## Débarquements de Normandie et de Provence
Après avoir accompagné plusieurs convois, le Nevada retourne en Grande-Bretagne en avril 1944 en prévision du débarquement de Normandie. Il est choisi par le contre-amiral Morton Deyo comme son navire amiral pour l'opération. Durant le débarquement, il soutient l'assaut sur Utah Beach du 6 au 17 juin, puis de nouveau le 25 juin, employant ses canons contre des positions allemandes protégeant Cherbourg.
Comme de nombreux navires ayant participé au débarquement de Normandie, il gagne la Méditerranée pour soutenir le débarquement de Provence. Il participe à l'opération entre le 15 août et le 25 septembre 1944. Son principal fait de guerre est son combat avec « Big Willie », une forteresse fortement renforcée par 4 canons de 340 mm située sur la presqu'île de Saint-Mandrier et protégeant l'accès au port de Toulon. Les canons de cette forteresse avaient été récupérés sur le cuirassé Provence après le sabordage de la flotte française à Toulon. Ils avaient une portée de près de 35 km et étaient protégés dans un bunker blindé. À cause du danger représenté par ces canons, les navires d'appui-feu assignés au débarquement sont affectés à sa destruction. À partir du 19 août puis les jours suivants, plusieurs navires lourds de la flotte alliée bombardent le fort, entrecoupés de tirs de moindre ampleur. Le 23, le tir naval mené par le Nevada  cause les plus fortes destructions au fort lors d'une bataille de 6 heures au cours de laquelle le navire tire 354 salves. Toulon tombe aux mains des Alliés le 25 août mais le fort résistera trois jours de plus.
Le 24 août 1944, lors de la prise de Marseille par les troupes du général Joseph de Goislard de Monsabert, l'USS Nevada envoie 55 obus sur la batterie d'artillerie de Manque, sur les îles du Frioul dans la baie de Marseille, constituée de 5 bunkers à la pointe occidentale de l'île de Ratonneau.

## Pacifique

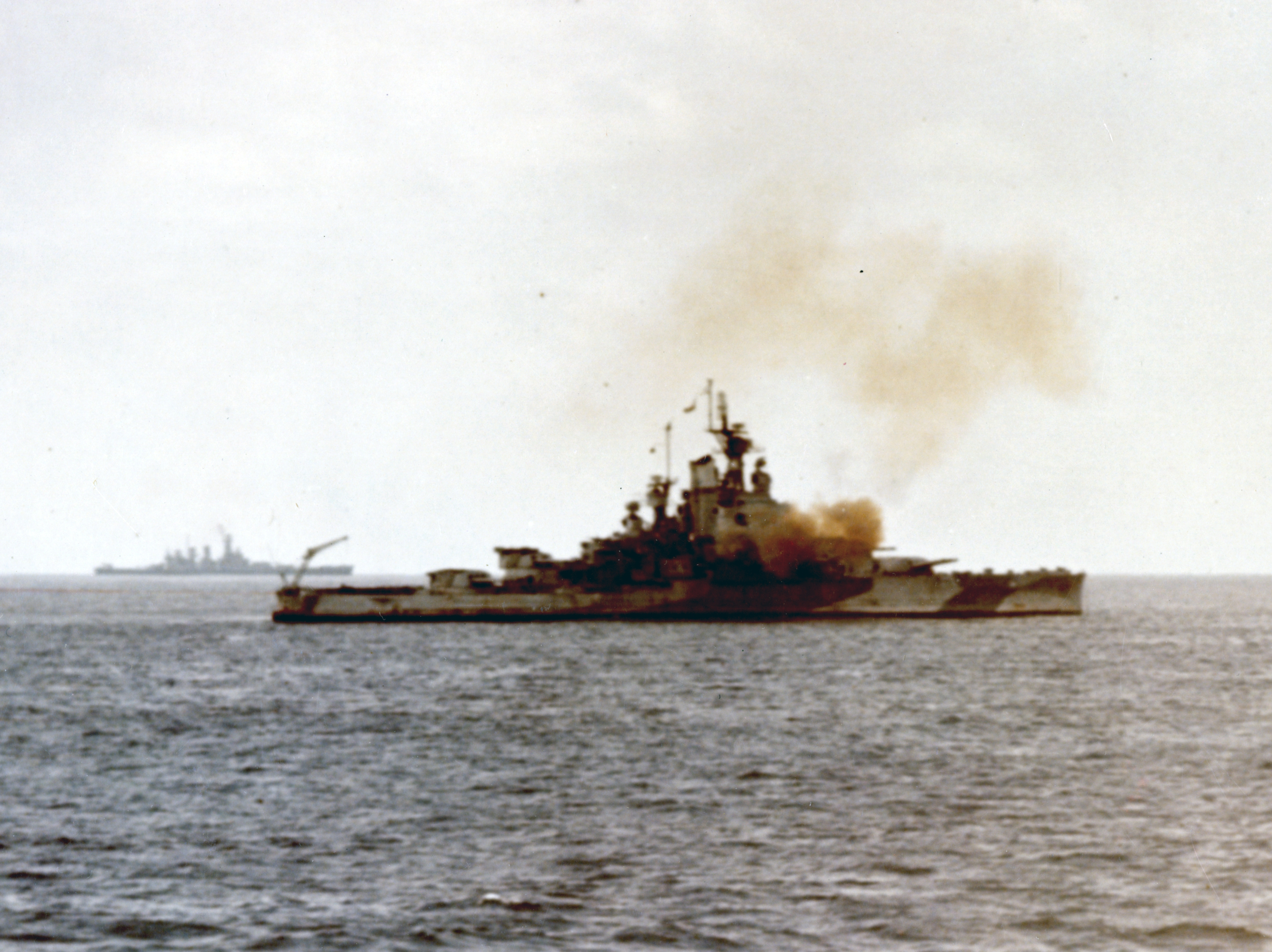
L'USS Nevada bombardant Iwo Jima.

Le Nevada regagne New York pour bénéficier d’améliorations de ses canons. Leurs tubes sont réalignés et les calibres 14"/45 de la tourelle 1 sont remplacés par des canons Mark 8 provenant de l'USS Arizona. Le navire part ensuite pour le Pacifique et rejoint le Battleship Squadron 1, arrivant au large d'Iwo Jima le 16 février 1945 pour la préparation de l'invasion de l'île par un intense bombardement qui débute le 7 mars. Durant l'assaut, le navire s'approche à moins de 600 mètres des côtes pour soutenir l'avancée des troupes au sol. 

## Après-guerre
Le Nevada retourne à Pearl Harbor après un bref séjour dans la baie de Tokyo comme force d'occupation. Après inspection et alors âgé de plus de 32 ans, le navire est jugé trop vieux pour rester dans la flotte active d'après-guerre. Il est alors assigné comme navire cible pour les expérimentations nucléaires de Bikini (opération Crossroads) de juillet 1946. L'expérimentation consiste à faire exploser successivement deux bombes atomiques pour tester leur efficacité contre des navires. Le Nevada est désigné « ground zero » pour le premier test, nom de code Able, qui utilise une bombe larguée depuis un avion. Le navire est repeint en orange pour l'occasion pour aider son repérage par le bombardier. Malgré cela, la bombe tombe à 1 600 m du navire, explosant à côté du porte-avions léger USS Independence à la place. Le Nevada survit également au second test, Baker, une explosion nucléaire sous-marine, 27 m sous la surface, mais il est endommagé et fortement radioactif. Il est remorqué jusqu'à Pearl Harbor et retiré du service actif le 29 août 1946.
Après avoir été examiné attentivement à Pearl Harbor, sa dernière sortie intervient le 31 juillet 1948 quand le cuirassé USS Iowa et deux autres navires l'utilisent comme navire cible lors d'un exercice de tir. Ces derniers, néanmoins, ne le coulent pas, le coup de grâce lui est donc donné par une torpille larguée par avion. Le Nevada coule à environ 100 km au sud-ouest de Pearl Harbor. Dans un communiqué publié le 11 mai 2020, les entreprises Search et Ocean Infinity annoncent avoir localisé l'épave du Nevada à 4 500 mètres de profondeur au large d’Hawaï,.